# Emilio Ogñénovich
Emilio Ogñénovich (25 de janeiro de 1923 - 29 de janeiro de 2011) foi um religioso argentino de origem paterna serbo-montenegrina e origem materna croata, bispo da Igreja Católica Romana
Foi ordenado sacerdote em 1949 e, posteriormente, assumiu a Arquidiocese de Mercedes-Luján, na Argentina. Morreu em 2011, quatro dias após seu aniversário de 88 anos.

## Ordenações episcopais
O foi o principal sagrante dos seguintes bispos:
- Herberto Celso Angelo (1924-1993)

E foi consagrante de:
- Norberto Eugenio Conrado Martina, O.F.M. (1930-2001)
- Dom Jorge Mario Bergoglio, S.J. (1936-)
- Martín de Elizalde, O.S.B. (1940-)
- Oscar Domingo Sarlinga (1963-)
- Marcelo Raúl Martorell (1945-)